# Powerwall
Powerwall — літій-іонний акумулятор, розроблений американською компанією Tesla Motors. Акумулятор призначений зберігати електроенергію для побутового споживання, різких змін навантаження, а також резервного живлення. Потужніша версія — Powerpack.

## Історія
До розробки PowerWall Тесла приступила 2012 року, з установкою дослідних зразків для окремих промислових споживачів. У деяких випадках PowerPacks заощаджували 20 % рахунку за електроенергію.
Запуск продукту PowerWall із вихідною потужністю 2 кВт у нормальному режимі та 3,3 кВт у піковому спочатку було оголошено на 30 квітня 2015 року, але у червні 2015 року на зустрічі з акціонерами Tesla Ілон Маск сказав, що цей продукт буде більш ніж удвічі потужніший: до 5 кВт постійно і 7 кВт у пік, без здорожчання вартості. Він також повідомив, що партнери, які зводять до мінімуму вартість продукту для кінцевого користувача, будуть мати пріоритет у постачанні PowerWall.

Ілон Маск продемонстрував Powerwall широкому загалу 1 травня 2015 року. Коментуючи розробку, Маск заявив:
Поміркуйте про купівлю цієї батареї. Що вона дає? Вона дає спокій, що коли вимикають енергію — у вас завжди буде світло, особливо якщо ви мешкаєте у холодних краях. Тепер, якщо за вікном снігова буря, не треба хвилюватись про енергію. Ви взагалі можете відімкнутись від електромережі. Поставте собі сонячні панелі, зарядіть акумулятори й користуйтеся.
Менш ніж за тиждень через вебсайт компанії Tesla Motors було замовлено близько 38 тис. одиниць приватними особами, а також 2800 комплектів батарей підприємствами і комунальними службами.
Спочатку було оголошено, що 2015 року повинні були з'явитися дві моделі Powerwall: 10 кВт потужності для використання як резервного живлення, та 7 кВт потужності для цілодобового застосування. Але до березня 2016 року Тесла «тихо видалила всі посилання на її 10-кіловат-годинну житлову батарею з сайту PowerWall, а також пресреліз компанії. Залишилися лише менші батареї компанії, призначені для цілодобового використання». 10 кВт·год акумулятор, як це спочатку оголошено, має нікель-кобальт-алюмінієвий катод та запроєктований життєвий термін 1000—1500 циклів.
У жовтні 2016 року Тесла оголосила, що вже було розгорнуто майже на 300 МВт батарей Tesla у 18 країнах.

## Характеристики

### Tesla Powerwall[4]
- Вага: 125 кг.
- Температура використання: −20…+50 °C.
- Вольтаж: 350—450 В.
- Розмір: 1150 мм × 750 мм × 155 мм.
- Потужність: 5 кВт (пікова 7 кВт).
- Енергетична місткість: 13,5 кВт·год.
- Ціна: 5,5 тис. $ (+ 700 $ оснащення).

### Tesla Powerpack
- Вага: 1622 кг.
- Температура використання: –30…+50 °C.
- Вольтаж: 380—480 В.
- Розмір: 1308 мм × 822 мм × 2185 мм.
- Енергетична місткість: 210 кВт·год.
- Потужність: 50 кВт.

Цілодобова 7 кВт·год PW1 — батарея, використовує хімію нікель-марганець-кобальт і може витримати 5000 циклів заряд/розряд до закінчення терміну дії гарантії. Тесла PowerWall має ефективність використання 92,5 %, у разі заряджання або розрядження, системою 400—450 В, 2 кВт за температури 25 °C і коли продукт є новим. Вік продукту, температура вище або нижче 25 °C, а також потужність циклів розряд/заряд вище 2 кВт, зменшують ККД, та знижують продуктивність системи.
Перше покоління Powerwall включає у себе перетворювач постійного струму на постійний струм, для роботи між наявною домашньою системою  сонячних панелей, та інвертором постійної напруги на змінну. Якщо інвертор відсутній, його потрібно придбати. Друге покоління PowerWall включає у себе перетворювач постійного струму на змінний струм, власного дизайну Тесла.